# تترازول
تترازول هو مركب عضوي حلقي غير متجانس له الصيغة الكيميائية CH2N4، ويكون على شكل صلب أبيض اللون.
يتألف المركب بنيوياً من حلقة خماسية غير مشبعة حاوية على أربع ذرات من النتروجين.

## التحضير
يحضر المركب من تفاعل حمض الهيدرازويك اللامائي مع سيانيد الهيدروجين تحت الضغط؛ كما يمكن تحضير المشتقات من تفاعل النتريلات العضوية مع أزيد الصوديوم بوجود اليود أو بيكبريتات الصوديوم على السيليكا. كما يمكن تحضير مشتقات الأريل في الموقع 2 من خلال تفاعل [2+3]إضافة حلقية بين أريل ديازونيوم ومركب ثلاثي ميثيل سيليل ديازو الميثان.
كما يمكن أن تتم عملية التحضير من مركب أمينوغوانيدين بالمعالجة مع نتريت الصوديوم:

## الخواص
يوجد المركب في الشروط القياسية على شكل صلب سهل الانحلال في الماء والإيثانول؛ لكنه صعب الانحلال في الإيثر.
يبدي التترازول خواصاً حمضية ضعيفة في المحاليل، وله قيمة pKa ثابت تفكك الحمض (4.89) قريبة من حمض الخليك.
هناك صيغ رنينية من المركب، واحدة منها ضد عطرية (الصورة التي على اليمين):

## الاستخدامات
يستخدم التترازول ومشتقاته في تحضير الوقود الصاروخي في الصواريخ ذات الوقود الصلب.

## اقرأ أيضاً
- آزولات
- تريازول
- بنتازول